# Атабаево (Лаишевский район)
Атаба́ево (тат. Атабай) — село в Лаишевском районе Республики Татарстан. Административный центр и единственный населённый пункт муниципального образования «Атабаевское сельское поселение». Окрестности села были обитаемы в эпохи каменного, железного и бронзового веков, а также в период Волжской Булгарии.

## Население
| 1782 | 1859 | 1897 | 1908 | 1920 | 1926 | 1938 | 1949 | 1970 | 1979 | 1989 | 2000 |
| ---- | ---- | ---- | ---- | ---- | ---- | ---- | ---- | ---- | ---- | ---- | ---- |
| 60   | 586  | 794  | 904  | 1032 | 1183 | 1186 | 911  | 902  | 768  | 694  | 586  |

| 2002 | 2012 | 2013 | 2014 | 2015 | 2016 | 2017 |
| ---- | ---- | ---- | ---- | ---- | ---- | ---- |
| 581  | ↘498 | ↘495 | ↘491 | ↗494 | →494 | ↗504 |

Национальный состав села — татары (98%).

## Религия
Мечеть (с 1997 г.).